# Guilherme Costa Marques
Guilherme Costa Marques (Três Rios, 21 mei 1991) – bekend als Guilherme – is een Braziliaans voetballer die doorgaans speelt als middenvelder. In januari 2025 verliet hij Changchun Yatai.

## Clubcarrière
Guilherme speelde in de jeugd van Paraíba do Sul en kwam in 2009 terecht bij Sporting Braga. Zijn competitiedebuut voor die club maakte hij op 21 augustus 2010, toen op bezoek bij Vitória Setúbal met 0–0 werd gelijkgespeeld. Guilherme begon als wisselspeler aan het duel en na achtenzestig minuten mocht hij invallen. Het seizoen 2011/12 bracht de middenvelder door op huurbasis bij Gil Vicente.
Na zijn terugkeer kwam hij bij Braga niet aan spelen toe en Legia Warschau huurde de Braziliaan in januari 2014. Na een halfjaar werd hij definitief overgenomen en hij wist een vaste rol op het Poolse middenveld te veroveren. In januari 2018 maakte Guilherme de overstap naar Benevento, waar hij zijn handtekening zette onder een verbintenis voor de duur van anderhalf jaar. In zijn eerste halve seizoen degradeerde Benevento uit de Serie A.
Hierop werd de Braziliaan voor het seizoen 2018/19 verhuurd aan Yeni Malatyaspor. Na dit seizoen verlengde hij zijn contract bij Benevento en de verhuurperiode bij Yeni Malatyaspor werd met twee seizoenen verlengd. Hierna verkaste hij naar Alvarenga, wat hem verhuurde aan Trabzonspor en Göztepe, alvorens hij in februari 2021 verkaste naar Guangzhou City. In maart 2023 keerde Guilherme terug naar Brazilië, waar hij voor Goiás tekende tot het einde van het kalenderjaar. Hierna keerde hij bij Changchun Yatai terug in China.

## Clubstatistieken
| Seizoen | Club               | Competitie    | Competitie | Competitie | Beker | Beker | Internationaal | Internationaal | Totaal | Totaal |
| Seizoen | Club               | Competitie    | Wed.       | Dlp.       | Wed.  | Dlp.  | Wed.           | Dlp.           | Wed.   | Dlp.   |
| ------- | ------------------ | ------------- | ---------- | ---------- | ----- | ----- | -------------- | -------------- | ------ | ------ |
| 2010/11 | Sporting Braga     | Primeira Liga | 5          | 1          | 3     | 1     | 1              | 0              | 9      | 1      |
| 2011/12 | → Gil Vicente      | Primeira Liga | 19         | 0          | 6     | 1     | —              | —              | 25     | 1      |
| 2012/13 | Sporting Braga     | Primeira Liga | 0          | 0          | 0     | 0     | 0              | 0              | 0      | 0      |
| 2013/14 | Sporting Braga     | Primeira Liga | 0          | 0          | 0     | 0     | 0              | 0              | 0      | 0      |
| 2013/14 | → Legia Warschau   | Ekstraklasa   | 2          | 0          | 0     | 0     | 0              | 0              | 2      | 0      |
| 2014/15 | Legia Warschau     | Ekstraklasa   | 18         | 1          | 6     | 0     | 6              | 0              | 30     | 1      |
| 2015/16 | Legia Warschau     | Ekstraklasa   | 35         | 5          | 8     | 1     | 12             | 2              | 55     | 8      |
| 2016/17 | Legia Warschau     | Ekstraklasa   | 29         | 5          | 1     | 1     | 11             | 1              | 41     | 7      |
| 2017/18 | Legia Warschau     | Ekstraklasa   | 14         | 3          | 2     | 0     | 5              | 2              | 21     | 5      |
| 2017/18 | Benevento          | Serie A       | 12         | 2          | 0     | 0     | —              | —              | 12     | 2      |
| 2018/19 | → Yeni Malatyaspor | Süper Lig     | 30         | 5          | 5     | 0     | —              | —              | 35     | 5      |
| 2019/20 | → Yeni Malatyaspor | Süper Lig     | 18         | 5          | 4     | 2     | 4              | 0              | 26     | 7      |
| 2019/20 | Alvarenga          | Campeonato    | —          | —          | —     | —     | —              | —              | 0      | 0      |
| 2019/20 | → Trabzonspor      | Süper Lig     | 14         | 0          | 4     | 2     | —              | —              | 18     | 2      |
| 2020/21 | → Trabzonspor      | Süper Lig     | 2          | 0          | 0     | 0     | —              | —              | 2      | 0      |
| 2020/21 | → Göztepe          | Süper Lig     | 10         | 2          | 1     | 1     | —              | —              | 11     | 3      |
| 2021    | Guangzhou City     | Super League  | 14         | 5          | 0     | 0     | —              | —              | 14     | 5      |
| 2022    | Guangzhou City     | Super League  | 18         | 6          | 0     | 0     | —              | —              | 18     | 6      |
| 2023    | Goiás              | Série A       | 30         | 6          | 0     | 0     | 5              | 1              | 35     | 7      |
| 2024    | Changchun Yatai    | Super League  | 12         | 3          | 0     | 0     | —              | —              | 12     | 3      |
| Totaal  | Totaal             | Totaal        | 282        | 49         | 40    | 8     | 44             | 6              | 366    | 63     |

Bijgewerkt op 26 mei 2025.

## Erelijst
| Ekstraklasa   | 3 | 2013/14, 2015/16, 2016/17 |
| Puchar Polski | 2 | 2014/15, 2015/16          |